# Персонал Плюс
«Персонал Плюс» — всеукраїнський тижневик. Засновник і видавець: Дочірнє підприємство «Видавничий дім „Персонал“», афілійований з Міжрегіональною академією управління персоналом.
Тематика: політика, економіка, освітянські та соціальні проблеми, культура, історія, література. Головний редактор: Вероніка Довнич.
Газета неодноразово звинувачувалася в ксенофобії, шовінізмі та антисемітизмі.